# Conchobar
Conchobar är i den keltiska mytologin på Irland kung av Ulster.
I berättelsen om Cuchulainn fungerar Conchobars hov som skådeplats för de dåd som utförs.